# Germano di Santo Stanislao
Germano di Santo Stanislao CP (* 17. Januar 1850 in Vico Equense; † 11. Dezember 1909 in Rom) war ein italienischer katholischer Ordenspriester, christlicher Archäologe, Ordenshagiograph und geistlicher Begleiter der hl. Mystikerin Gemma Galgani (1878–1903).

## Leben
1872 wurde er zum Priester geweiht. Er war zudem von 1887 bis 1895 Mitglied der Pontificia Accademia Romana di Archeologia in Rom. Ab 1883 lehrte Rom er den jungen Passionistenklerikern Theologie, Kirchenrecht und Kirchengeschichte. 1884 wurde er Sekretär des Generals der Passionisten. Ab 1890 war er Generalpostulator der Kongregation.